# Ceratostylis parciflora
Ceratostylis parciflora är en orkidéart som beskrevs av Johannes Jacobus Smith. Ceratostylis parciflora ingår i släktet Ceratostylis och familjen orkidéer. Inga underarter finns listade i Catalogue of Life.